# Marko Stanušić
Marko Stanušić (Garevac, Bos. Posavina, 21. studenoga 1961.), rkt. svećenik Vrhbosanske nadbiskupije bh. hrvatski crkveni glazbenik: dirigent, orguljaš, skladatelj i zborovođa i predavač glazbenih predmeta

## Životopis
Rodio se u Garevcu. U rodnom mjestu išao je u osnovnu školu. U Zadru je pohašao gimnaziju, a u Sarajevu je studirao teologiju. Za svećenika Vrhbosanske nadbiskupije zaredio se 29. lipnja 1987. godine. Bio je kapelan u Komušini i katedralnoj župi Presvetog Srca Isusova u Sarajevu. U Zagrebu je diplomirao crkvenu glazbu na Institutu za crkvenu glazbu «Albe Vidaković» 1995. godine. Zborovođa zbora sarajevske prvostolnice Presvetog Srca Isusova i Katedralnoga mješovitog zbora «Josip Stadler», zbor srednjoškolaca kao i internatski zbor u KŠC Sv. Josip u Sarajevu. Predavao je na istoj ustanovi glazbenu kulturu. Na KBF u Sarajevu predavao je liturgijsku glazbu, osnove gregorijanskog pjevanja i crkvenu glazbenu kulturu. U Vrhbosanskom bogoslovnom sjemeništu vodi zavodsko pjevanje, bogoslovski zbor «Stjepan Hadrović», zbor «Koralisti» kao i Tamburaški sastav. Službeni dopisnik Sv. Cecilije za glazbena izvješća iz Vrhbosanske nadbiskupije.
Član je Odbora za promicanje liturgijskog pjevanja u Vrhbosanskoj nadbiskupiji. Članom Liturgijskog vijeća Biskupske konferencije Bosne i Hercegovine. Koordinatorom je glazbenih zbivanja Vrhbosanske nadbiskupije: susreta animatora liturgijskog pjevanja i sviranja te susreta liturgijskih zborova Vrhbosanske nadbiskupije. Od 2007. je glavnim urednikom novoosnovanog glasila Magnificat, časopisa za liturgijsku glazbu Vrhbosanske nadbiskupije.

## Orguljaške svirke
Istaknut još u sjemeništu kao orguljaš, poslije i u bogoslovskoj zajednici i katedrali. 1983. je godine u Zavidovićima imao svoj prvi samostalni kolaudacioni koncert na orguljama. Aktivnim sudionikom koncerata Vrhbosanske bogoslovije 1980-ih, posebice za blagdan sv. Cecilije kao i u drugim svečanim prigodama. Nastupao u Sarajevu i drugim mjestima BiH. Koncertirao je u Njemačkoj: 1991., 1994. i 2005. (Gangelt), 2003. (Breberen) i 2004. (Stahe). U mješovitom zboru Trebević HKD-a Napredak orguljaš od 1996. do 1998. godine.
Od zadnjih 2010-ih bavi se također montiranjem i ugađanjem klasičnih orgulja i glasovira.

## Dirigentski rad
Dirigira mješovitim zborom vrhbosanske katedrale Josip Stadler s kojima je održao je brojne koncerte u domovini i inozemstvu, od kojih se ističu božićni, uskrsni i koncerti prigodom blagdana sv. Cecilije. Pri posjetu pape Ivana Pavla II. Sarajevu dirigirao je sv. Misi na stadionu Koševu 13. travnja 1997. godine. Od važnijih koncerata na kojima je dirigirao vrijedi spomenuti na misi Srednjoeuropskog katoličkog dana na Kupresu 21. svibnja 2005., te na Misi proglašenja blaženima Drinskih mučenica gg u Sarajevu 24. rujna 2011. godine.

## Djela

### Članci
Članke iz područja crkveno–liturgijske glazbe objavljuje u časopisima: Sv. Cecilija, Katolički tjednik, Svjetlo riječi, Gorući grm i Magnificat.

### Prireditelj
Priredio je nekoliko knjiga iz područja glazbe: 1984. godine pjesmaricu za druženje Pjesmom kroz život (dop. proš. izd. 2004.), pjesmaricu za mješovite zborove i soliste Laudate Dominum 1997., zbirke preludija prikladnih za liturgiju Skladbe za orgulje I (2007.) i Skladbe za orgulje II (2008.), zbirku polifonih misa Višeglasne mise (dionice i partitura) (2011.), zbirku Koralnih i pučkih misa (partitura) (2011.).

### Skladateljski rad
Skladao je i harmonizirao veći broj skladbi: Pučka misa, Missa brevis za mješoviti zbor i orgulje, preko 30 pripjevnih psalama, 15 himana, motete Ave Maria, Ave verum, Kraljice neba i još neke.

### Diskografija

#### Katedralni zborJosip Stadler
Snimio je s njima šest albuma: uskrsnu kazetu i CD Aleluja 1998. godine, božićni CD i kazetu Radujte se narodi 1998., marijanski CD Ave Maria 1999., CD Laudate Dominum 2006., CD Muka po Mateju i Ivanu 2007. te CD Muka po Marku i Luki 2007. godine.

#### Zbor srednjoškolaca KŠC-a i osnovaca
- 2000. god. snimio je CD i kazetu Svi smo, Bože, djeca tvoja, a 2001. godine CD internatskog zbora Wings of love.[1]

#### Bogoslovski zborStjepan Hadrović
- 2007. godine snimio je adventski CD Padaj s neba.[1]

#### Bogoslovski zbor Koralisti
- CD Magnificat 2010. godine.[1]

#### Ostalo
- CD u formatu mp3 Skladbe za orgulje (2007.),[1]
- CD Pjevajte Gospodu pjesmu novu (2008.), s više od 140 liturgijskih popijevka i 5 pučkih misa u formatu mp3.[1]
- Svećeničku pjevačku službu snimio je 2012. godine.[1]
- 2012. CD s tamburaškim sastavom na kojem su 25 popijevaka.[1]